# Feuerkopf (Naturschutzgebiet)
Koordinaten: 51° 23′ 4″ N, 10° 35′ 45″ O
Das Naturschutzgebiet Feuerkopf liegt im Landkreis Nordhausen und im Kyffhäuserkreis in Thüringen. Es erstreckt sich nördlich von Helbedündorf und südlich von Niedergebra. Nördlich des Gebietes verläuft die Landesstraße L 1016 und fließt die Wipper, östlich fließt die Helbe und verläuft die L 1033, durch das Gebiet hindurch fließt die Dün. Östlich erstreckt sich das 5600 ha große Landschaftsschutzgebiet Dün-Helbetal (siehe Liste der Landschaftsschutzgebiete in Thüringen).

## Bedeutung
Das 61,1 ha große Gebiet mit der NSG-Nr. 010 wurde im Jahr 1961 unter Naturschutz gestellt. 